# Lasse Braun

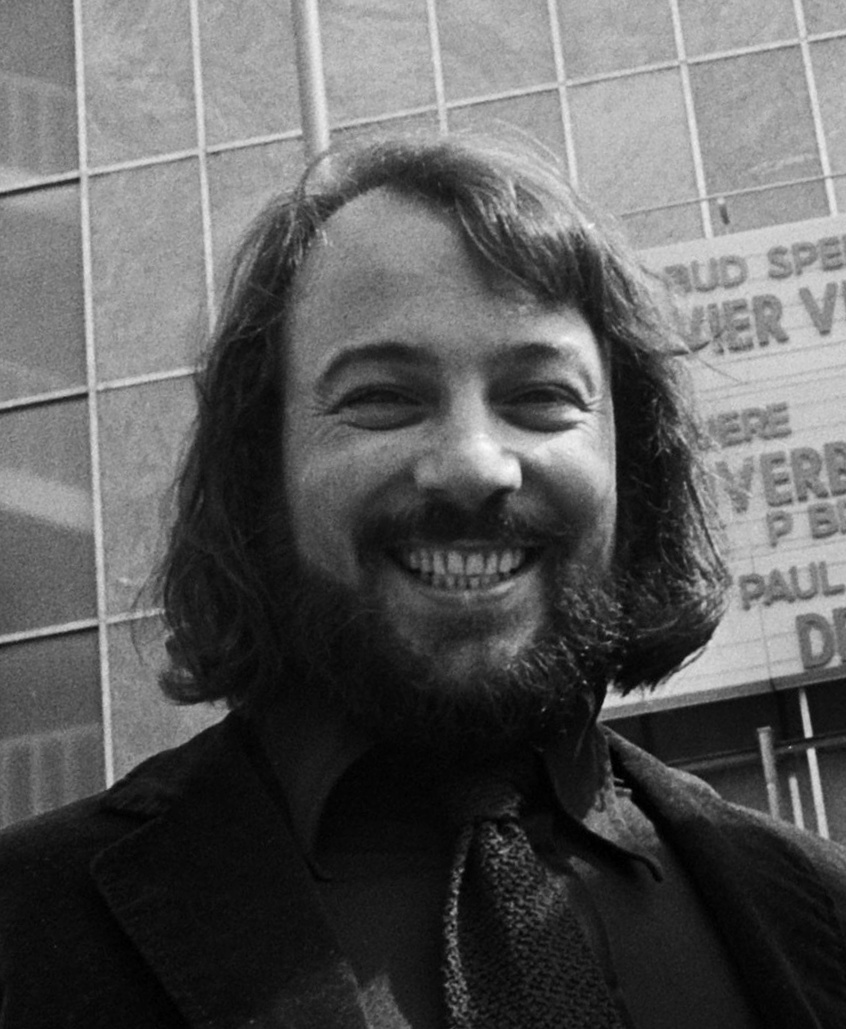
Lasse Braun (1976)

Lasse Braun, eigentlich Alberto Ferro (* 1936 in Algier; † 16. Februar 2015 in Rom) war ein italienischer Filmregisseur. Er wird von seinen Fans häufig als einer der stilvollsten Regisseure des Porno Chic und als der „König der modernen Pornografie“ bezeichnet. Er ist der Vater des Filmregisseurs Axel Braun.

## Leben
Lasse Braun war der Sohn eines italienischen Diplomaten. Er studierte Jura in Mailand und schrieb eine Doktorarbeit zum Thema Richterliche Zensur in der westlichen Welt, die allerdings selbst zensiert wurde.
Mit dem Diplomatenwagen seines Vaters schmuggelte er pornografische Zeitschriften nach Italien. Zur damaligen Zeit fand nur in Schweden keine Verfolgung der Pornografie statt, in Dänemark wurde das Verbot schriftlicher Pornografie 1966 und bildlicher Pornografie 1969 aufgehoben. Braun hielt sich damals abwechselnd in diesen beiden Ländern auf, beteiligte sich am Kampf für die Pornografiefreigabe in Dänemark und begann 1966 in Schweden unter seinem skandinavisch klingenden Pseudonym Hardcore-Kurzfilme von je rund 10 Minuten Länge (sogenannte Loops) zunächst auf Color-Super-8-Film, später auf 16-mm-Film, aufzunehmen. Die Filme vertrieb er von Kopenhagen aus, wohin er Ende der 1960er Jahre umzog, auf dem Versandweg.

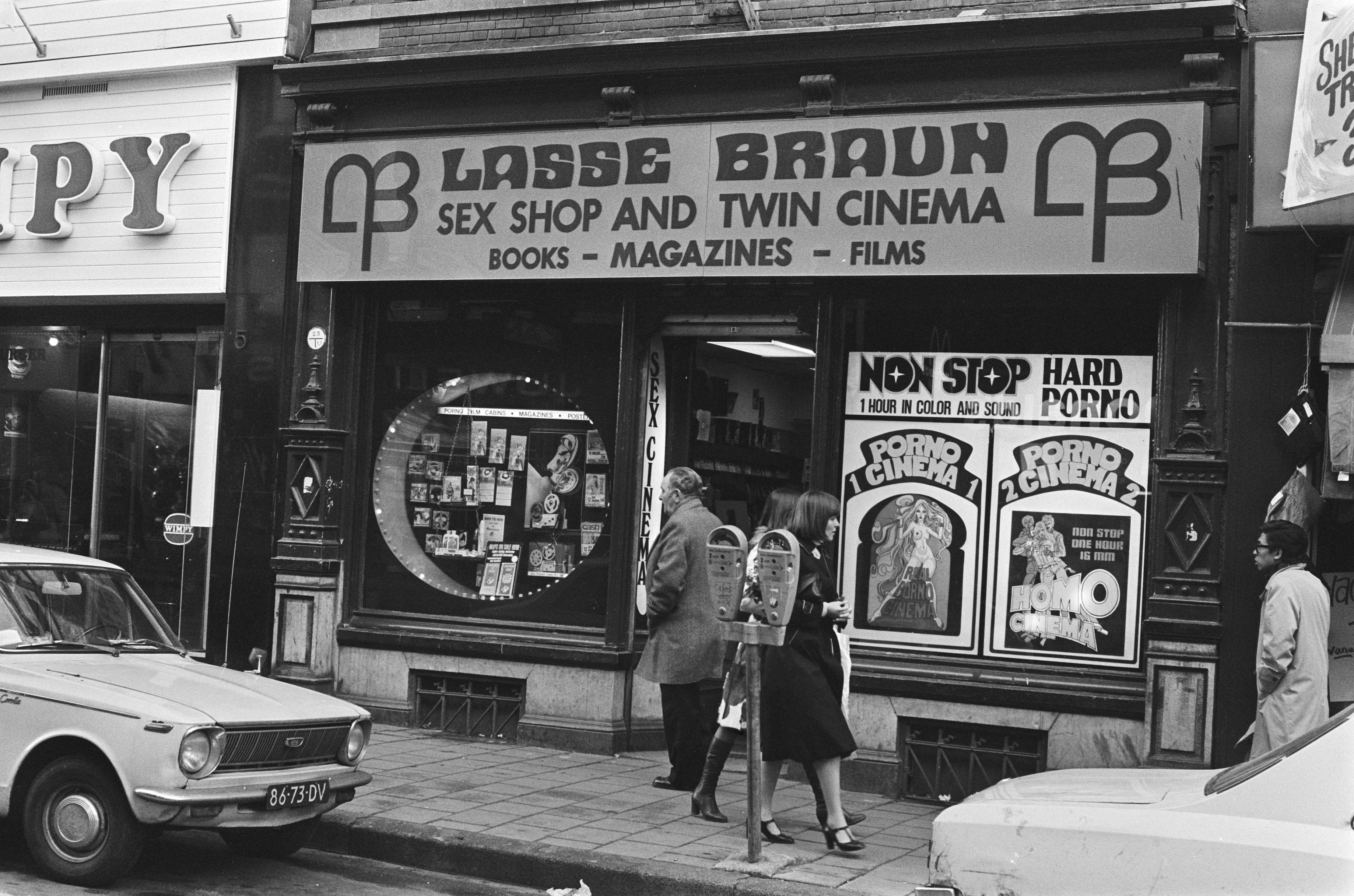
Lasse Braun Kino in Amsterdam (1977)

Als sich 1973 die Aufhebung des Pornografieverbots in mehreren westeuropäischen Staaten anbahnte, verlegte er seine Produktionsfirma in die niederländische Kleinstadt Breda. In diesem Jahr entstand Lasse Brauns erster Pornofilm in Spielfilmlänge, French Blue, der 1974 auf dem Filmfestival Cannes gezeigt wurde. Sein Film Sensations (1975) wurde auch in den USA sowie in der BRD, wo das Pornografieverbot 1975 aufgehoben wurde, gezeigt. In diesen Filmen spielte Brigitte Maier (1952–2010) mit, mit der Braun eine Zeit lang liiert war. Weitere Filme entstanden in Großbritannien. 1977 ging Lasse Brauns Produktionsfirma pleite. Die Rechte an seinen Filmen erwarb Gerd Wasmund, der auch selbst in den USA unter dem Pseudonym Mike Hunter Pornofilme produziert.
Danach stellte Lasse Braun noch sporadisch Pornofilme her, teils auch auf Video, obwohl er sich mit diesem Medium nie richtig anfreunden konnte. Er lebte später überwiegend in den USA, weil, wie er sagte, dort immer noch viel für die sexuelle Liberalisierung getan werden müsse.

## Erwähnenswertes
Für den Soundtrack seines Films Body Love konnte er den schon damals sehr populären Berliner Pionier der elektronischen Musik Klaus Schulze gewinnen.

## Filmografie (Auswahl)
- 1974: French Blue
- 1975: Wet Dreams
- 1975: Sensations
- 1977: Body Love
- 1977: Sex Maniacs
- 1978: Kinkorama
- 1981: American Desire
- 1986: Deep & Wet
- 1986: Flasher
- 1986: Hidden Fantasies
- 1986: Secret Mistress
- 1989: Zozzerie di una moglie in calore
- 1992: Tender Blue Eyes
- 1996: Diamonds Are for Pleasure
- 1999: Intrique
- 2003: Ich, der King of Porn – Das abenteuerliche Leben des Lasse Braun (Dokumentarfilm)

## Zitat
“I believe pornography is at the center of the biggest cultural revolution of our century.”